# Fédération néo-zélandaise des échecs
La Fédération néo-zélandaise des échecs, en anglais New Zealand Chess Federation (NZCF), est l'organisation nationale chargée de gérer et de promouvoir la pratique des échecs en Nouvelle-Zélande.
Fondée en 1932, son siège social se situe à Auckland et son président est Paul Spiller depuis février 2008. La NZCF est affiliée à la Fédération internationale des échecs depuis 1948.

## Organisation
- Président : Paul Spiller
- Vice-président : Peter Stuart
- Secrétaire : Bob Mitchell
- Trésorier : Anthony Whitehouse